# Graduate Women International
Graduate Women International (tot 2015: International Federation of University Women (Internationale Federatie van Universitaire Vrouwen) (IFUW)) is een internationale organisatie die de vorming van en het onderwijs aan vrouwen wil bevorderen, maar zich daarnaast meermaals heeft ingezet voor een betere verstandhouding tussen staten.

## Oorlogen
In de nasleep van de Eerste Wereldoorlog namen drie vrouwen het initiatief de International Federation of University Women op te richten met als een van de belangrijke oogmerken ertoe bij te dragen dat zich geen nieuwe oorlogen zouden voordoen. Het waren Virginia Gildersleeve, decaan van Barnard College, een privé college voor vrouwen in New York), Caroline Spurgeon, de eerste vrouwelijke hoogleraar van de Universiteit van Londen en Rose Sidgwick, historicus en onderwijshervormer van de Universiteit van Birmingham en Somerville College, Oxford. De feitelijke oprichting vond plaats in juli 1919 in Londen met vertegenwoordigers van Canada, Groot-Brittannië en de Verenigde Staten. Naast het streven naar vrede vormde de bevordering van een loopbaan voor vrouwen aan de universiteit een belangrijke doelstelling voor de organisatie. Ze organiseerde studiebeurzen voor vrouwen en bevorderde de oprichting van huizen waar vrouwen konden verblijven tijdens onderzoek in het buitenland.
In Duitsland speelden leden van de IFUW een belangrijke rol tijdens het Derde Rijk, doordat ze hulp boden aan bedreigde wetenschappers. Ze assisteerden bij al dan niet illegale emigratie uit Duitsland en de bezette gebieden naar het vrije buitenland met financiële bijdragen en borgstelling voor hun levensonderhoud in het gastland, en bij hun integratie in ballingschap.

## Graduate Women International
IFUW werd in 2015 omgedoopt in  Graduate Women International en is gevestigd in Genève. Het doel is te bevorderen dat meisjes en vrouwen gelijke rechten en mogelijkheden hebben en krijgen via kwalitatief goed onderwijs tot op het hoogste niveau. Het werk van de organisatie is niet alleen gericht op het traditionele secundaire, tertiaire en voortgezet onderwijs, maar ook op minder conventionele onderwijsvormen.
Bij de organisatie zijn tientallen nationale organisaties aangesloten, zoals die uit Australië, Canada, Duitsland en Nederland (de Vereniging van vrouwen met hogere opleiding VVAO).

## Bron/externe links
- Graduate Women International
- Rol IFWU tijdens het Derde Rijk